# 高橋於兎丸
高橋 於兎丸（高橋 於菟丸、たかはし おとまる、1871年5月12日〈明治4年3月23日〉 - 没年不明）は、大日本帝国陸軍軍人。最終階級は陸軍中将。

## 経歴
大津県（現滋賀県）出身。高橋勇の二男。1894年（明治27年）陸軍士官学校第5期卒業。1902年（明治35年）陸軍大学校第16期卒業。
札幌連隊区司令官を経て、1913年（大正2年）9月に陸軍歩兵大佐・歩兵第23連隊長に任官。
その後、1915年（大正4年）8月に中支那派遣隊司令官、1917年（大正6年）5月に第3師団参謀長、1918年（大正7年）7月に陸軍少将・歩兵第2旅団長、1920年（大正9年）8月に第15師団司令部附、1921年（大正10年）3月に第15師団留守司令官、1922年（大正11年）8月に第15師団司令部附を経て、1923年（大正12年）8月に陸軍中将に昇進と同時に待命、翌月、予備役に編入した。
退役後は著述業に従事した。

## 栄典
勲章等
- 1940年（昭和15年）8月15日 - 紀元二千六百年祝典記念章[4]